# Кодекс Серафинијанус
Кодекс Серафинијанус (Codex Seraphinianus), први пут објављен 1981. године, је илустрована енциклопедија имагинарног света коју је осмислио италијански уметник, архитекта и индустријски дизајнер Луиђи Серафини. Ово дело Серафини је стварао 30 месеци, од 1976. године до 1978. године. Књига има око 360 страна (зависно од издања) и написана је шифрованим писмом на измишљеном језику.
Књига је први пут објављена у италији, а касније у још неколико земаља.

## Опис
Ова енциклопедија урађена је као рукописна књига (манускрипт) са мноштвом руком цртаних и бојених илустрација бизарних и фантастичних облика из области зоологије, ботанике, минералогије, етнографије, физике, технологије, архитектуре и тд. Инспирисана је Војничевим рукописом', кратком причом "Tlön, Uqbar, Orbis Tertius" аргентинског писца Хорхе Луис Борхеса, и делима Мориса Корнелиса Ешера  и Хијеронимуса Боша.
Илустрације најчешће представљају надреалне пародије бића и предмета из стварног живота: воће које крвари; биљка која расте у облику сличном столици, да би се касније претворила у столицу; љубавни пар који се трансформише у алигатора и тд. Друге приказују чудне, наизглед бесмислене машине. Others depict odd, apparently senseless machines, often with a delicate appearance, kept together by tiny filaments. Ту су и илустрације које се лако препознају као мапе или људских лица. С друге стране, посебно у поглављу "Физика", многе илустрације су готово сасвим апстрактне. Сви цртежи су богати детаљима и обојени јарким бојама.

## Писмо
Писмо кодекса (вероватно "лажни систем писања") осмишљено је по узору на западњачки систем писма (писање у редо, слева надесно, алфабет са великим и малим словима од којих су нека удвојена, попут бројева). Нека слова појављују се само на почетку или на крају речи, што је карактеристика семитског писма. Изувијана слова алфабета личе на петље, понека чак и на чворове од конца или канапа и унеколико подсећају на писмо Синхалеза.
Језик на коме је књига писана деценијама пркоси лингвистичким анализама. Међутим, систем бројева употребљен за нумерацију страна дешифрован је (независно један од другог) од стране више аналитичара.
У свом говору у Библиофилском друштву Универзитета у Оксфорду (Oxford University Society of Bibliophiles), одржаном 11. маја 2009. године, Серафини тврди да нема значења скривеног иза рукописа, који је асемички; да је то његово лично искуство, најсличније аутоматском писању; и да је оно што је желео да његово писмо пренесе читаоцу заправо сензација коју деца осећају пред књигама које још нису у стању да разумеју, иако виде да њихово сопствено "писање" за одрасле нема никаквог смисла.

## Издања
Оригинално, прво издање објављено је у два тома:
- Luigi Serafini. Codex Seraphinianus, Milano: Franco Maria Ricci [I segni dell'uomo, 27-28], 127+127 pp., 108+128 plates. 1981.  978-88-216-0026-5. +.  978-88-216-0027-2.

Две године касније дело је као једнотомно објављено у Сједињеним Америчким Државама, Немачкој и Холандији.:
- 1st American edition, New York. .  978-0-89659-428-9. ;
- München: Prestel, 370 pp. 1983.  978-3-7913-0651-3.;
- Amsterdam: Meulenhoff/Landshoff. 1983.  978-90-290-8402-4.

Прошло је десет година пре него што су, 1993. године, објављена два проширено једнотомно издања - француско и шпанско:
- French augmented edition, with a preface by Italo Calvino, transl. by Yves Hersant and Geneviève Lambert, Milano: Franco Maria Ricci [Les signes de l'homme, 18], 392 pp. 1993.  978-88-216-2027-0.;
- Spanish augmented edition, with a preface by Italo Calvino, transl. by C. Alonso, Milano: Franco Maria Ricci [Los signos del hombre, 15], 392 pp. 1993.  978-88-216-6027-6.

У 2006. години у Италији је објављено проширено, али јефтиније издање које поседује додатне илустрације и предговор аутора:
- Milano: Rizzoli, 384 pp. 2006.  978-88-17-01389-5.;
- Milano: Rizzoli, 2008, 384 pp.

Године 2013. објављено је друго допуњено издање, као и потписано и нумерисано "Делукс" издање у ограниченом тиражу. Одштампано је по 300 примерака на италијанском и на енглеском језику:
- Milano: Rizzoli, 396 pp. 2013.  978-0-8478-4213-1.